# Zénauva
Zénauva (toponimo francese, fino al XIX secolo anche Chenauvaz; in tedesco Schenof, desueto) è una frazione di 142 abitanti del comune svizzero di Le Mouret, nel Canton Friburgo (distretto della Sarine).

## Storia

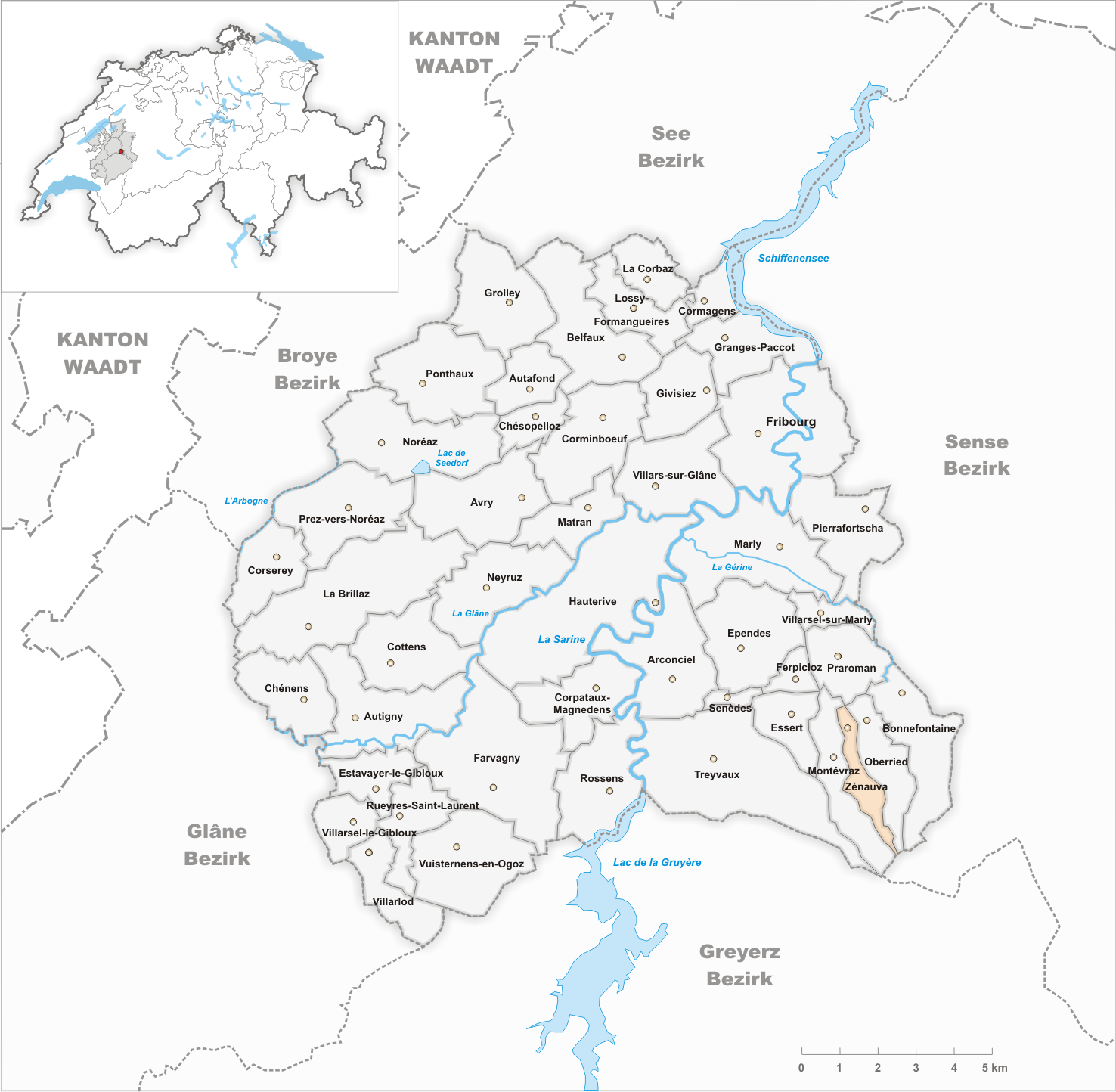
Il territorio del comune di Zénauva prima degli accorpamenti comunali del 2003

Già comune autonomo, il 1º gennaio 2003 è stato accorpato agli altri comuni soppressi di Bonnefontaine, Essert, Montévraz, Oberried e Praroman per formare il nuovo comune di Le Mouret.

## Società

### Evoluzione demografica
L'evoluzione demografica è riportata nella seguente tabella:
Abitanti censiti

## Amministrazione
Ogni famiglia originaria del luogo fa parte del comune patriziale che ha la responsabilità della manutenzione di ogni bene comune.